# Help Me, Rhonda
"Help Me, Rhonda" is een nummer van de Amerikaanse band The Beach Boys. Het verscheen als eerste op hun album The Beach Boys Today! uit 1965, waarop het stond gespeld als "Help Me, Ronda". Later dat jaar stond een nieuwe versie op het album Summer Days (And Summer Nights!!). Op 5 april 1965 werd het uitgebracht als de eerste single van het album.

## Achtergrond
"Help Me, Rhonda" is geschreven door Brian Wilson en Mike Love en geproduceerd door Wilson. Volgens Wilson is het geïnspireerd door het liedje "Mack the Knife" in de uitvoering van Bobby Darin. Hij speelde dit liedje op de piano toen hij de melodie van het nummer bedacht. Ook kent het invloeden uit het nummer "Fannie Mae" van Buster Brown. "Help Me, Rhonda" gaat over een man wiens vriendin hem heeft verlaten voor een andere man. Hij vraagt aan een vrouw genaamd Rhonda om hem te helpen om haar te vergeten. Rhonda zou volgens Wilson niet zijn gebaseerd op een echt persoon. Love werd in eerste instantie niet genoemd als schrijver, maar na een rechtszaak in 1994 werd hij toegevoegd als co-auteur van 35 Beach Boys-liedjes, waaronder dit. Volgens hem had Wilson het idee voor het refrein en zou hij zelf geholpen hebben met de rest van de tekst.
Wilson wilde eigenlijk zelf "Help Me, Rhonda" zingen, maar hij gaf het later aan groepslid Al Jardine, omdat hij "een liedje wilde schrijven dat de kwaliteit van zijn stem goed laat zien". Jardine had op dat moment slechts één nummer voor de band gezongen en had moeite met het inzingen van dit lied. Tijdens de opnamesessies waren Wilson en zijn vader Murry, die al een jaar eerder was ontslagen als manager van de band maar nog steeds af en toe in de studio aanwezig was, betrokken bij een vechtpartij.
Er zijn twee versies van "Help Me, Rhonda" opgenomen en uitgebracht. De eerste versie werd op 8 januari 1965 opgenomen en maakte veel gebruik van de ukelele. Deze opname werd in maart uitgebracht op The Beach Boys Today!, het achtste studioalbum van de band, onder de titel "Help Me, Ronda". Volgens de overige groepsleden was het geen nummer dat een single had kunnen worden, maar Brian Wilson vond dat het hitpotentie had. Op 24 februari nam de band een tweede versie op met een ietwat aangepaste tekst waarbij meer gebruik werd gemaakt van de gitaar. Deze versie verscheen op 5 april als single en werd een grote hit in de Amerikaanse Billboard Hot 100, waarin het de nummer 1-positie bereikte. Het was de tweede nummer 1-hit van de groep, na "I Get Around" een jaar eerder. Ook in Duitsland en Zweden kwam het in de top 10 terecht. In Nederland piekte de single op plaats 27 in de Top 40. Als gevolg van het succes verscheen deze opname op Summer Days (And Summer Nights!!), het volgende album van de band. Het werd later gecoverd door onder meer Roy Orbison en Johnny Rivers.

## Hitnoteringen

### Nederlandse Top 40
| Hitnotering: 19-06-1965 t/m 31-07-1965 | Hitnotering: 19-06-1965 t/m 31-07-1965 | Hitnotering: 19-06-1965 t/m 31-07-1965 | Hitnotering: 19-06-1965 t/m 31-07-1965 | Hitnotering: 19-06-1965 t/m 31-07-1965 | Hitnotering: 19-06-1965 t/m 31-07-1965 | Hitnotering: 19-06-1965 t/m 31-07-1965 | Hitnotering: 19-06-1965 t/m 31-07-1965 | Hitnotering: 19-06-1965 t/m 31-07-1965 |
| Week                                   | 1                                      | 2                                      | 3                                      | 4                                      | 5                                      | 6                                      | 7                                      |                                        |
| -------------------------------------- | -------------------------------------- | -------------------------------------- | -------------------------------------- | -------------------------------------- | -------------------------------------- | -------------------------------------- | -------------------------------------- | -------------------------------------- |
| Nummer                                 | 40                                     | 35                                     | 27                                     | 28                                     | 28                                     | 31                                     | 27                                     | uit                                    |

### NPO Radio 2 Top 2000
| Nummer met noteringen in de NPO Radio 2 Top 2000 | '00  | '01  | '02  | '03  | '04  | '05  | '06  | '07  | '08  |
| ------------------------------------------------ | ---- | ---- | ---- | ---- | ---- | ---- | ---- | ---- | ---- |
| Help Me, Rhonda                                  | 1556 | 1601 | 1733 | 1585 | 1563 | 1852 | 1857 | 1835 | 1711 |

1. ↑  Een vetgedrukt getal geeft de hoogste notering aan.
2. ↑  2000 was het eerste jaar met een notering voor dit nummer.
3. ↑  Deze tabel is bijgewerkt tot en met de laatste editie (2024).